# Кадањ
Кадањ (чеш. Kadaň) град је у Чешкој Републици, у оквиру историјске покрајине Бохемије. Кадањ је град у оквиру управне јединице Устечки крај, где припада округу Хомутов.

## Географија
Кадањ се налази у северозападном делу Чешке републике, близу границе са Немачком - 15 километара северно од града. Град је удаљен од 110 km северозападно од главног града Прага, а од оближњег Уста на Лаби 80 km југозападно.
Град Кадањ се налази у северном делу историјске области Бохемије. Град се налази у долини реке Охре, на приближно 300 m надморске висине. Северно од града уздижу се Крушне горе, а јужно Липске горе.

## Историја
Подручје Кадања било је насељено још у доба праисторије. Насеље под данашњим називом први пут се у писаним документима спомиње у 1183. године, да би у 13. веку већ добило градска права. У 14. веку у граду се насељавају Немци, који постепено постају претежно градско становништво.
Године 1919. Кадањ је постао део новоосноване Чехословачке. 1938. године Кадањ, као насеље са немачком већином, је отцепљено од Чехословачке и припојено Трећем рајху у склопу Судетских области. После Другог светског рата месни Немци су се присилно иселили из града у матицу. У време комунизма град је нагло индустријализован. После осамостаљења Чешке дошло је до опадања активности тешке индустрије и до проблема са преструктурирањем привреде.

## Становништво
Кадањ данас има око 19.000 становника и последњих година број становника у граду стагнира. Поред Чеха у граду живе и Словаци и Роми.

## Галерија
- Стуб на главном градском тргу
- Главна римокатоличка црква
- Торањ градске куће Кадања
- "Микул“ (Капија св. Николе)